# Oblajovice
Oblajovice (německy Oblajowitz) jsou malá vesnice, část obce Dolní Hořice v okrese Tábor v Jihočeském kraji. Nachází se asi tři kilometry východně od Dolních Hořic. Oblajovice jsou také název katastrálního území o rozloze 2,71 km².

## Historie
První písemná zmínka o vesnici pochází z roku 1529, ze zápisu o dělení majetku Petra Smrčky z Mnichu. Jeho vnuk přikoupil k Oblajovicím ves Hartlíkov a část Prasetína, čímž vznikl malý statek.
V roce 1623 zakoupil statek Jan starší Vratislav z Mitrovic. Po něm ho roku 1637 zdědila jeho dcera Kateřina Polyxena. V roce 1649 koupila osiřelý statek Oblajovice Zuzana Černínová z Chudenic. Ke statku tehdy patřila kamenná tvrz s dvorem a vesnice Oblajovice, Hartlíkov, Domamyšl, Prasetín, Jetřichovec a část Malešína.
Roku 1692 statek zakoupil Josef František z Talmberka. K oblajovické tvrzi v té době náležely jen tři vesnice – Oblajovice, Hartlíkov a Prasetín.
V roce 1700 koupil osiřelý oblajovický statek Jan Rudolf Renn z Rennu. Poté se zde vystřídalo několik majitelů.
Poslední výslovná připomínka oblajovické tvrze pochází z roku 1726. V kupní smlouvě z roku 1759, kdy Oblajovice v dražbě zakoupil hrabě Leopold Vilém Krakowský z Kolowrat, se již hovoří o zámku. V 60. letech 19. století byl zámek za Rudolfa Kolovrata přestavěn do dnešní novogotické podoby.

## Obyvatelstvo
| Rok            | 1869 | 1880 | 1890 | 1900 | 1910 | 1921 | 1930 | 1950 | 1961 | 1970 | 1980 | 1991 | 2001 | 2011 | 2021 |
| -------------- | ---- | ---- | ---- | ---- | ---- | ---- | ---- | ---- | ---- | ---- | ---- | ---- | ---- | ---- | ---- |
| Počet obyvatel | 185  | 215  | 196  | 181  | 159  | 158  | 160  | 106  | 116  | 75   | 72   | 84   | 72   | 62   | 51   |
| Počet domů     | 18   | 20   | 21   | 19   | 19   | 20   | 21   | 22   | 35   | 20   | 19   | 25   | 25   | 26   | 27   |

## Obecní správa
Při sčítání lidu v letech 1850–1919 Oblajovice byly osadou obce Prasetín v okrese Pelhřimov. V letech 1920–1971 byly samostatnou obcí, se kterým patřily nejprve do okresu Pelhřimov, ale v roce 1950 v okrese Pacov a v letech 1961–1971 v okrese Tábor. Od 26. listopadu 1971 do 31. března 1976 byly znovu částí obce Prasetín v okrese Tábor, kdy se konaly obecní volby. Od 1. dubna 1976 jsou částí obce Dolní Hořice v okrese Tábor. V letech 1921–1971 k obci patřil Hartvíkov.

## Pamětihodnosti
- Zámek Oblajovice

## Galerie

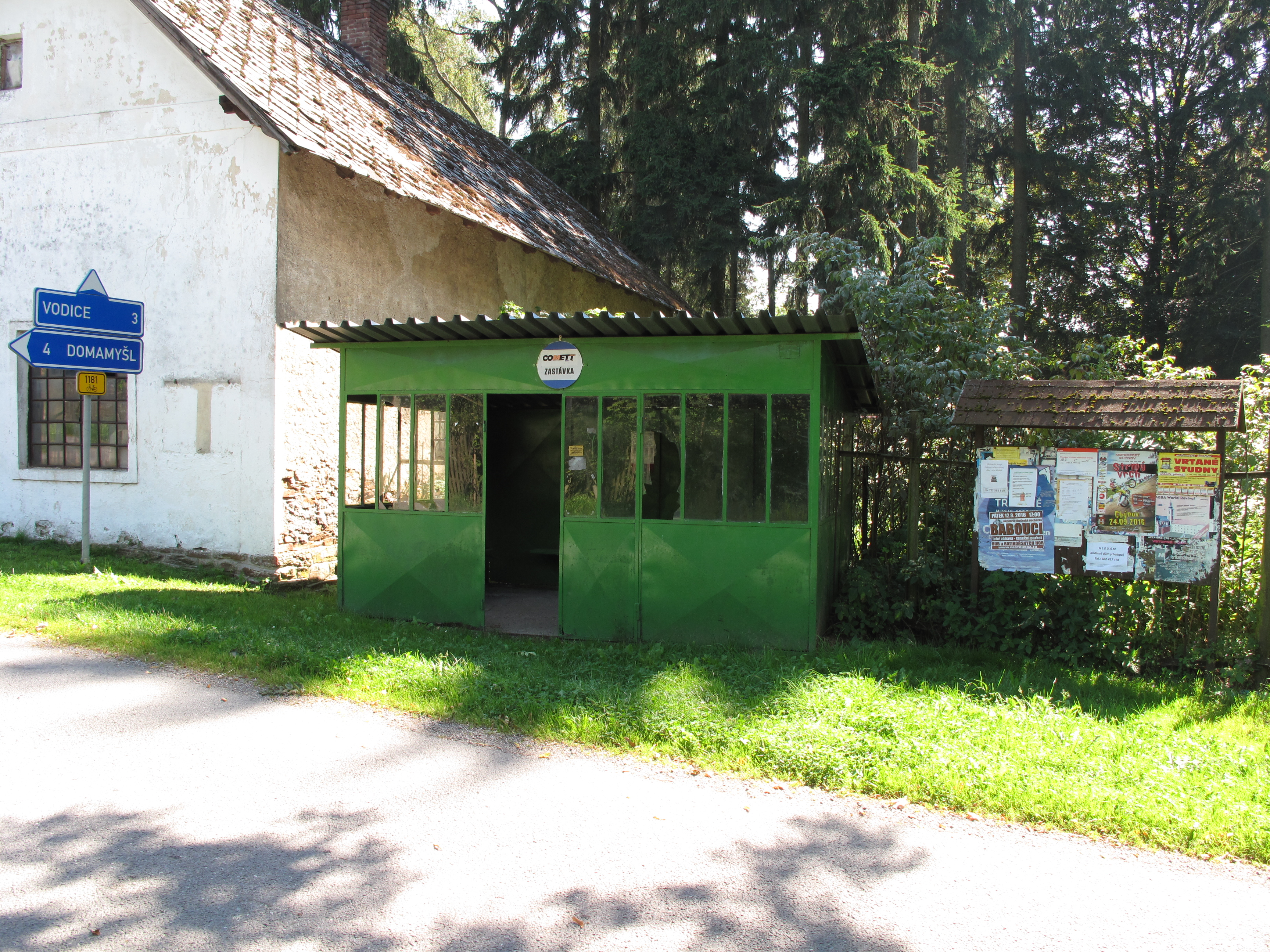
Autobusová zastávka
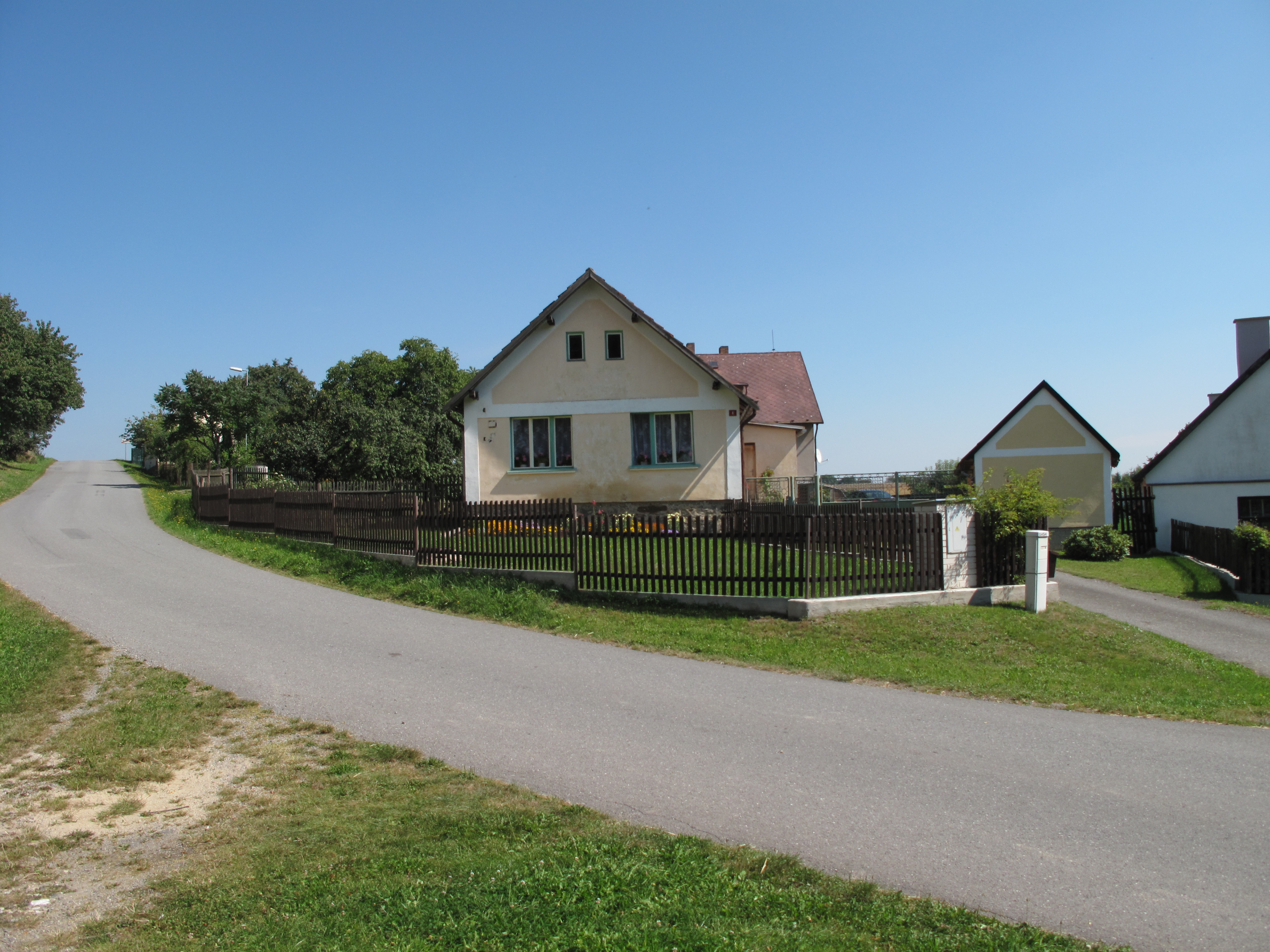
Dům v intravilánu obce
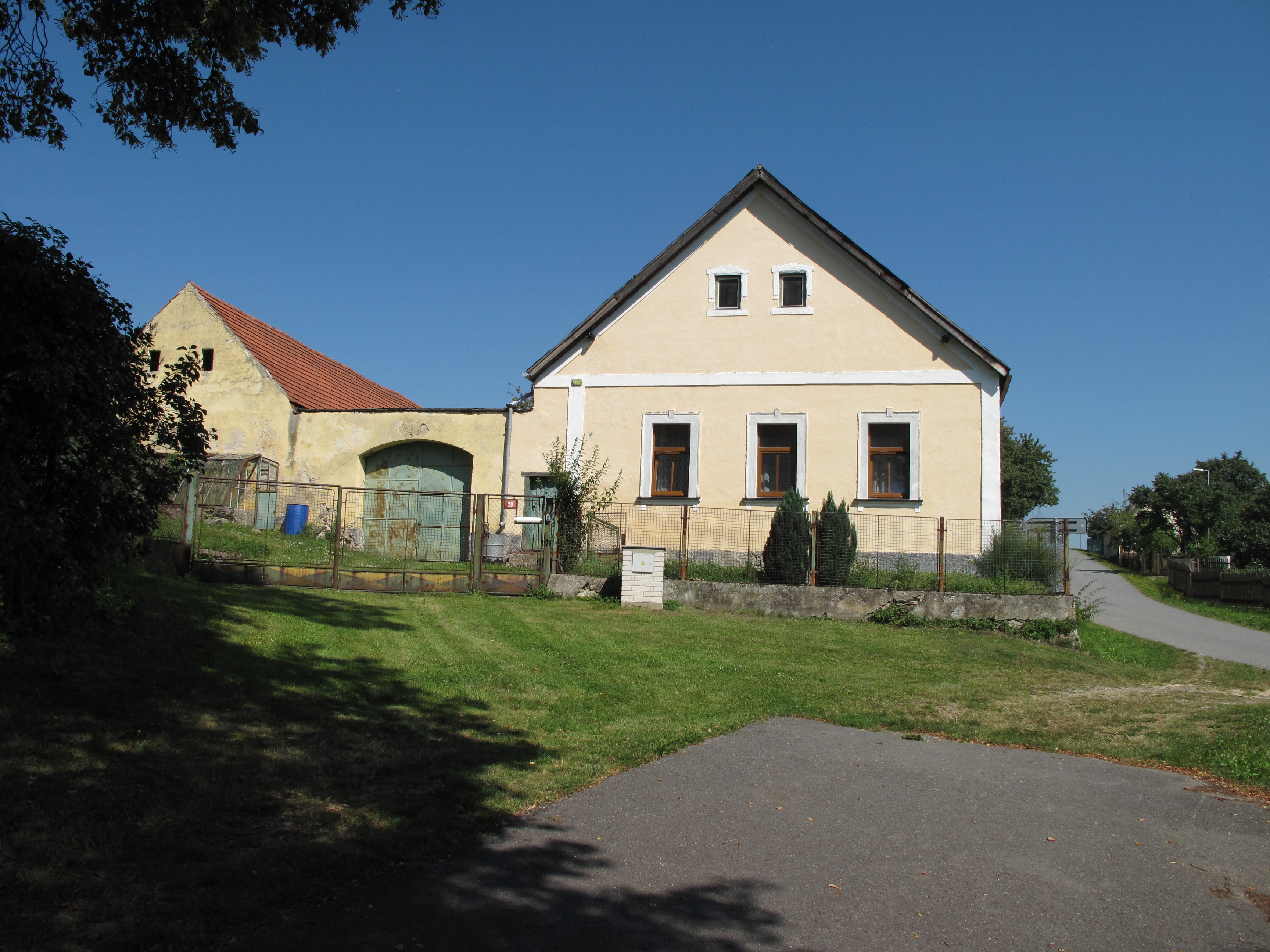
Dům se zahrádkou
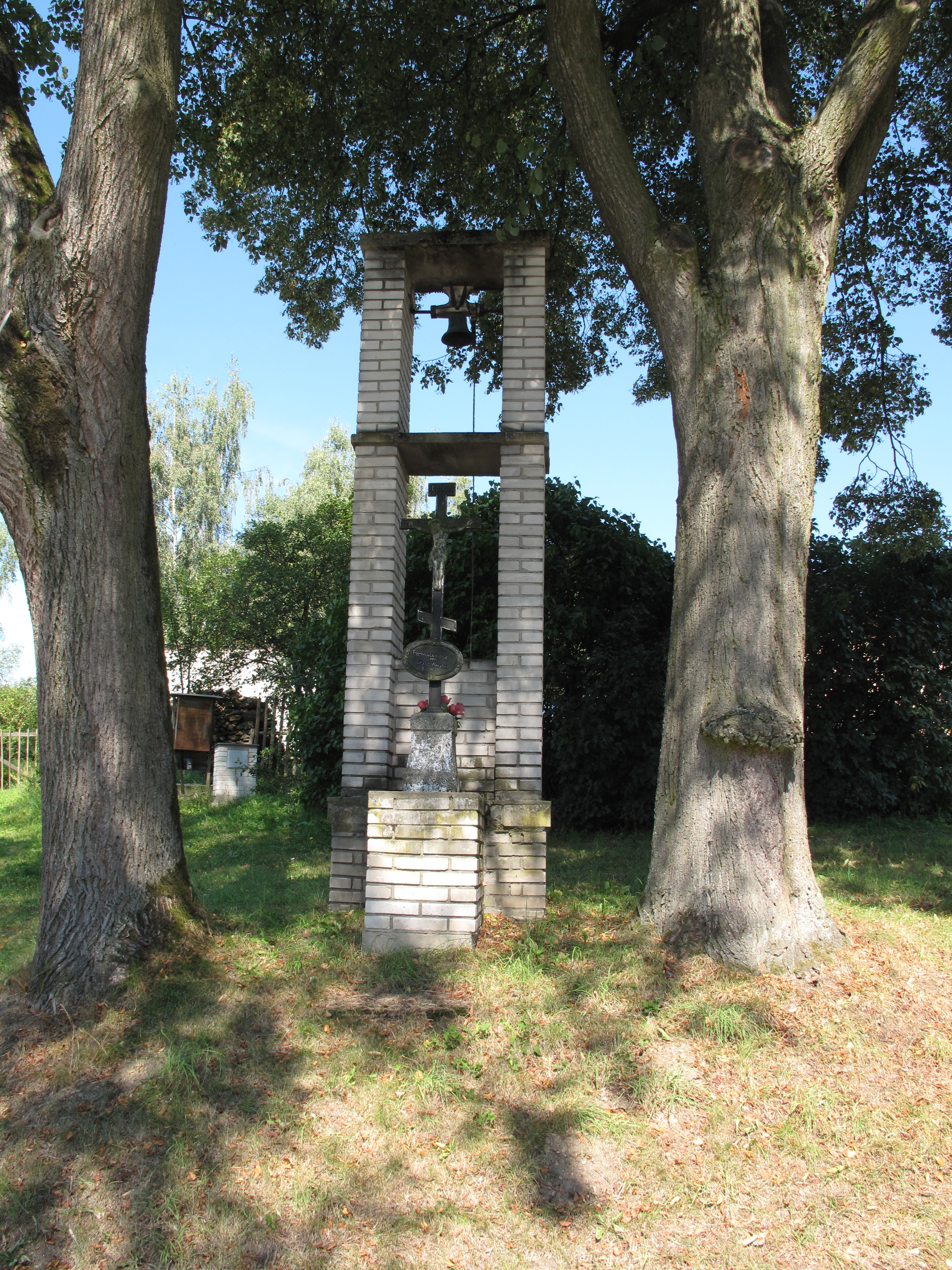
Křížek
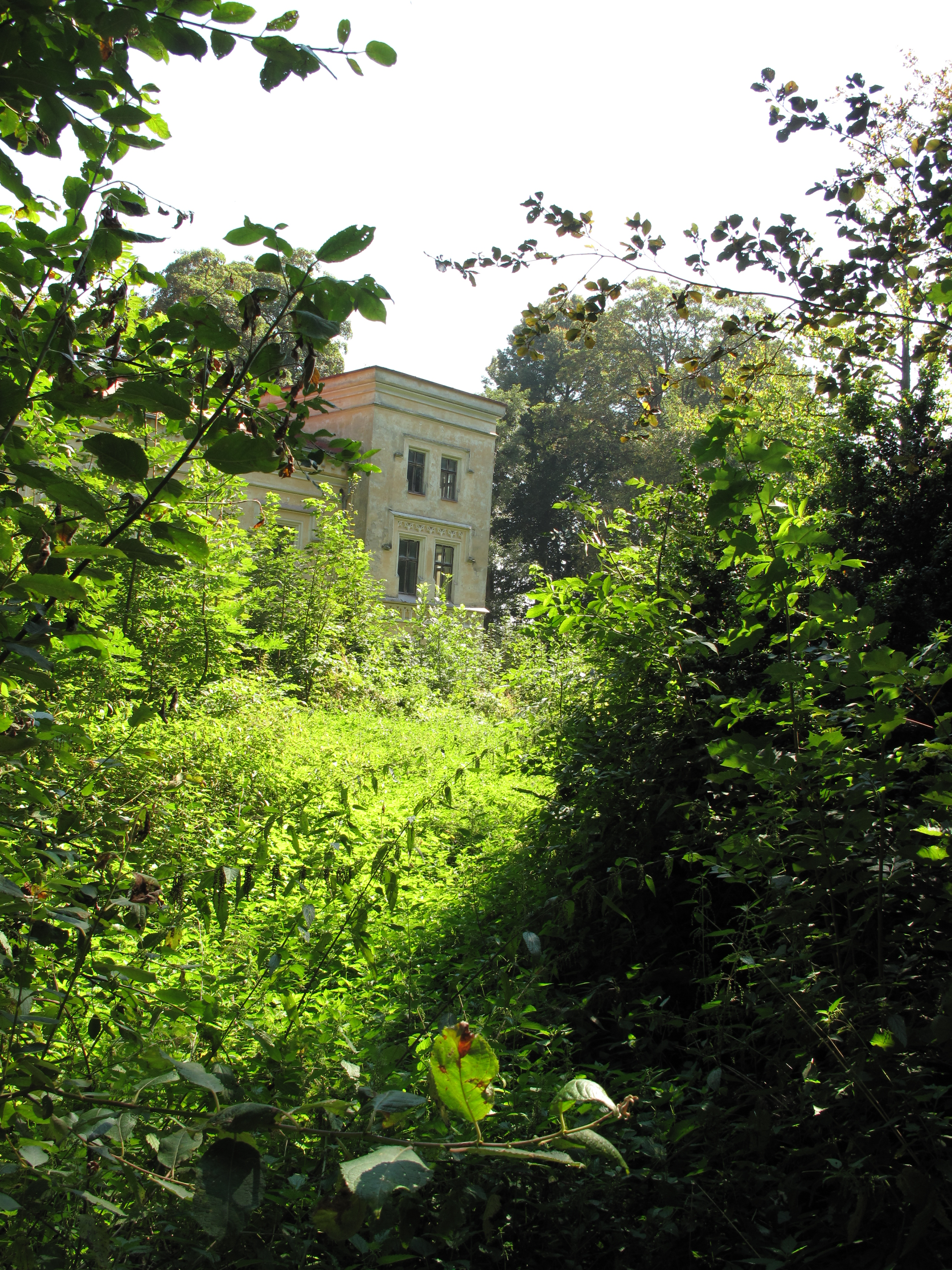
Zámek
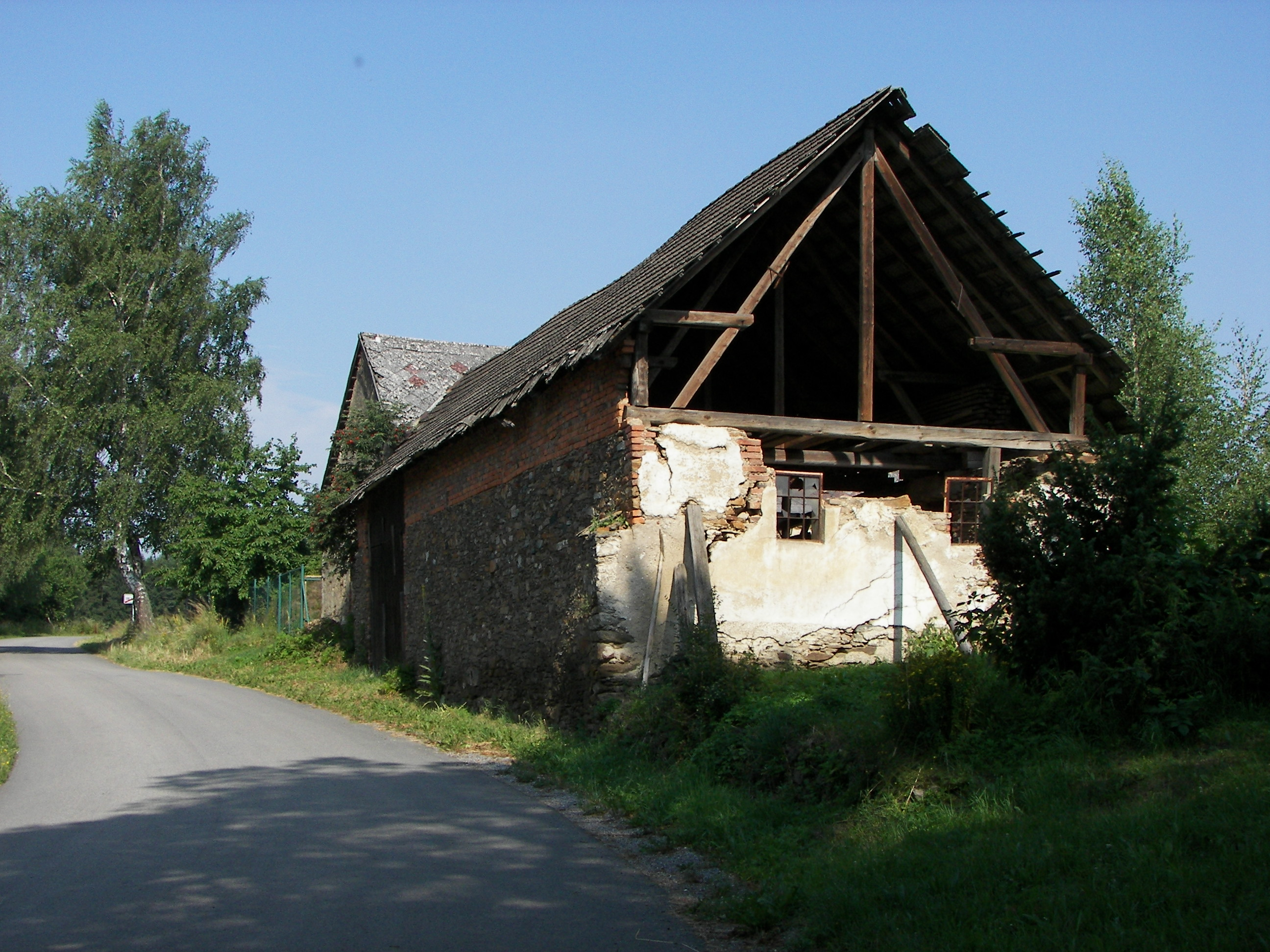
Stodola